# Sitar (glasbilo)
Sitar je indijsko strunsko glasbilo z bučastim trupom in dolgim vratom. Ob melodičnih strunah ima tudi simpatetične strune. Na Zahodu je postalo znano predvsem preko dela indijskega glasbenika Ravija Shankarja. Spada v družino brenkal.